# HQ-957
HQ-957 là tàu kéo thuộc biên chế Hải đội 5, Lữ đoàn 125, Hải quân Nhân dân Việt Nam. Tàu HQ-957 có nhiệm vụ chính là cứu hộ, cứu nạn. Ngoài ra, tàu còn thực hiện các nhiệm vụ như chuyên chở vũ khí, lương thực, trang thiết bị, bảo vệ an toàn cho khách ra thăm, làm việc với các đảo ở Quần đảo Trường Sa và nhà giàn DK1.